# Clossiana melanotica
Clossiana melanotica är en fjärilsart som beskrevs av Arnold Spuler 1901. Clossiana melanotica ingår i släktet Clossiana och familjen praktfjärilar. Inga underarter finns listade i Catalogue of Life.